# Tony Tucker
Anthony "Tony" Craig Tucker, född 27 december 1958 i Grand Rapids, Michigan, USA, är en amerikansk före detta tungviktsboxare som från maj till augusti 1987 var världsmästare för organisationen IBF. 
Tucker är känd som den boxare som innehaft en tungviktstitel under kortast tid – endast 64  dagar.

## Boxningskarriär

### Som proffs

#### Världsmästare
Efter att Michael Spinks fråntagits sin IBF-titel då han inte följt organisationens order att möta just Tucker som stod på tur som utmanare, blev det därefter Buster Douglas och Tucker som i ett möte dem emellan i maj 1987 gjorde upp om den vakanta titeln. Tucker vann på TKO i rond 10 och kunde nu kalla sig "Världsmästare i tungvikt" - även om han inte var ensam om det.
Tuckers tid på tronen skulle dock bli kortvarig. För endast 64 dagar (rekord) efter segern över Douglas mötte han i Las Vegas det nya, unga stjärnskottet Mike Tyson, som redan innehade WBA- och WBC-bältena, i en match som skulle ena tungviktstiteln. Tucker gjorde en bra match och klarade – likt få andra boxare som mötte Tyson – matchtiden ut men förlorade enhälligt på poäng efter 12 ronder.

### Slutet
Tuckers boxningskarriär sträckte sig ända fram till 1998. Sista matchen kom i maj då han 39 år gammal besegrade Billy Wright på KO i den första ronden.

### Webbkällor
- Tucker på Boxrec